# Circuito di Milano 1946
Il Circuito di Milano 1946 è stato un Gran Premio di automobilismo della stagione 1946.

## Gara

### Risultati
Risultati finali della gara.
| Pos | Nr | Pilota               | Scuderia           | Vettura        | Giri | Tempo/Ritiro |
| --- | -- | -------------------- | ------------------ | -------------- | ---- | ------------ |
| 1   | 12 | Carlo Felice Trossi  | Alfa Corse         | Alfa Romeo 158 | 30   | 56'06"0      |
| 2   | 2  | Achille Varzi        | Alfa Corse         | Alfa Romeo 158 | 30   | 56'24"2      |
| 3   | 32 | Consalvo Sanesi      | Alfa Corse         | Alfa Romeo 158 | 30   | 56'42"8      |
| 4   | 18 | Gigi Villoresi       | Scuderia Milano    | Maserati 4CL   | 30   |              |
| 5   | 26 | Raymond Sommer       | Scuderia Milano    | Maserati 4CL   | 30   |              |
| 6   | 42 | Toulo de Graffenried | Ecurie Autosport   | Maserati 4CL   | 30   |              |
| Rit | 24 | Nino Farina          | Alfa Corse         | Alfa Romeo 158 | 25   | Incidente    |
| Rit | 34 | Reg Parnell          | Iscrizione privata | ERA            | 15   | Motore       |
| Rit | 4  | Giorgio Pelassa      | Iscrizione privata | Maserati 4CL   | 7    | Motore       |
| Rit | 8  | Tazio Nuvolari       | Scuderia Milano    | Maserati 4CL   | 2    | Motore       |

- Giro veloce: Nino Farina, 1'50"4 (Alfa Romeo).